# Justicia bicalcarata
Justicia bicalcarata är en akantusväxtart som beskrevs av William Grant Craib. Justicia bicalcarata ingår i släktet Justicia och familjen akantusväxter. Inga underarter finns listade i Catalogue of Life.